# Yahotynskyi Raion
Raion de Yahotyn (em ucraniano:  Яготинський район) é um antigo distrito (raion), localizado na região de Oblast de Kiev na Ucrânia. 
Seu centro administrativo é Yahotyn.
Fazem parte do Distrito 41 cidades e vilas.